# Lofanga
Lofanga è un'isola dell'arcipelago delle Tonga, nell'Oceano Pacifico. Amministrativamente appartiene alla divisione Haʻapai, nel distretto di 'Uiha.
L'isola ha una popolazione di 128 abitanti nel 2021.
L'isola si trova a sud dell'arcipelago Ha'apai, tra le isole di Hakauata, Nukupule e Niniva. Più a est troviamo anche l'isola di Luangahu.
Nelle vicinanze si trovano le barriere coralline Hakau Eihiho, Lua Puki, Lua Fahalolo, Lua Maiti e Lua Fakatele. L'accesso all'isola avviene attraverso il canale Ava Mata Nukupule.
Il clima è tropicale caldo, ma temperato dai venti che soffiano costantemente. Come le altre isole del gruppo Ha'apai, Lofanga è occasionalmente colpita da cicloni.